# 田中實 (新日本製鐵)
田中 實（たなか みのる）は、日本の技術者、実業家。新日本製鐵代表取締役副社長や、日新製鋼代表取締役会長兼社長、日本機械学会会長、日本人初のISSF（国際ステンレススチールフォーラム）会長等を歴任した。

## 人物・経歴
父は元大日本帝国海軍軍人。日本の降伏後中華民国高雄市から佐賀県伊万里市に引き揚げ、佐賀県立唐津中学校（のちの佐賀県立唐津高等学校）を経て、1955年東京工業大学機械工学科卒業。1994年初代ステンレス構造建築協会会長。新日本製鐵副社長在任中の1995年から第73期日本機械学会会長を務めた。
1997年日新製鋼最高顧問。1998年日新製鋼会長。1999年からは日新製鋼会長兼社長として、ステンレス事業の新日本製鐵との統合を進め、2000年からは日本人初のISSF（国際ステンレススチールフォーラム）会長を兼務して、市場開拓にあたった。2006年蔵前工業会理事長。伊万里大使等も務めた。